# Ромоданов Сергій Андрійович
Сергій Андрійович Ромоданов (24 січня 1942, Київ — 23 червня 2016, Київ) — український лікар-нейрохірург, нейроонколог, педагог. Доктор медичних наук (1979), професор (1982). Створив концепцію комбінованого лікування злоякісних гліом головного мозку, удосконалив контактну хімієтерапію із застосуванням біосумісних полімеро-депонованих лікарських форм.
Понад 35 років — науковий співробітник та педагог Київського державного інституту удосконалення лікарів (1966—2002). Майже 30 років присвятив роботі в Інституті нейрохірургії імені А. П. Ромоданова НАМН України (1988—2016), очолював клініку злоякісних пухлин. Автор понад 350 наукових робіт, учень та син академіка Андрія Ромоданова.

## Життєпис
Народився 24 січня 1942 року в окупованому німцями Києві. Батько та основний вчитель — нейрохірург, нейроонколог, доктор медичних наук Андрій Ромоданов (1920—1993). Все життя мешкав із родиною на вулиці Велика Житомирська, 40/2.
У 1958 році вступив до Вінницького медичного інституту імені Миколи Пирогова, але згодом перевівся до Київського медичного інституту, який закінчив у 1964 році. Тоді ж направлений на роботу в Одеську обласну клінічну лікарню.
У 1966 році повернувся до Києва та вступив до аспірантури кафедри нейрохірургії Київського державного інституту удосконалення лікарів. Через два роки здобув науковий ступінь кандидата медичних наук, захистивши дисертацію на тему «Ангиографическая диагностика острых нарушений мозгового кровообращения в бассейне сонных артерий» (науковий керівник — професор Георгій Педаченко). Працював на кафедрі нейрохірургії понад 35 років — до 2002 року.
У 1979 році здобув науковий ступінь доктора медичних наук, захистивши дисертацію на тему «Диагностика и хирургическое лечение параселлярных (области пещеристой пазухи) менингиом».

Могила Сергія Ромоданова, Байкове кладовище

З 1988 року — науковий співробітник Інституту нейрохірургії АМН УРСР (пізніше — НАМН України), науковий керівник інститутської клініки злоякісних пухлин. З 1993 по 1998 роки — заступник директора з наукової роботи.
Помер на 75-му році життя 23 червня 2016 року. Похований разом із родиною на Байковому кладовищі (ділянка № 7, 50°25′5.03″ пн. ш. 30°30′35.49″ сх. д. / 50.4180639° пн. ш. 30.5098583° сх. д.).

## Наукова діяльність
Автор понад 350 наукових робіт, зокрема близько 20 авторських свідоцтв на винаходи. Науковий керівник та консультант близько 20 докторів та кандидатів наук. Серед учнів Сергія Ромоданова — науковці Сергій Підлісний, Тетяна Макєєва, Микола Оришака, Олександр Возняк, Андрій Муравський, Сусанна Таніна тощо.
Мав енциклопедичні знання класичних шкіл нейрохірургії, анатомії та патофізіології. Створив концепцію комбінованого лікування злоякісних гліом головного мозку, удосконалив контактну хімієтерапію із застосуванням біосумісних полімеро-депонованих лікарських форм.
Одним із перших в Україні застосував мікрохірургічні методи, завдяки чому суттєво поліпшив хірургічні втручання, зокрема із проведенням транссфеноїдального доступу. Займався вдосконаленням діагностики та лікування судинних захворювань головного мозку. Співрозробник низки протипухлинних препаратів, зокрема «Реуміцин», «Хлофіден», «Бротеофін».
Член-кореспондент Національної академії медичних наук України (1994), член Української асоціації нейрохірургів та Всесвітньої федерації нейрохірургічних товариств.

## Науковий доробок (частковий)
- Ангиографическая диагностика острых нарушений мозгового кровообращения в бассейне сонных артерий: диссертация на соискание ученой степени кандидата медицинских наук. (768) / Киевский науч.-исслед. ин-т эксперим. и клинич. онкологии. — Киев: [б. и.], 1969.
- Ангиографическое исследование мозгового инсульта. — Киев: Здоров'я, 1975. — 91 с., 10 л. ил.
- Диагностика и хирургическое лечение параселлярных (области пещеристой пазухи) менингиом: диссертация на соискание ученой степени д-ра мед. наук: (14.00.28). — Москва: [б. и.], 1979.
- Хирургическое лечение внутримозговых опухолей, поражающих функционально важные отделы полушарий голов ного мозга: (Метод. рекомендации) / М-во здравоохранения УССР; [Сост. С. А. Ромоданов и др.]. — Киев: Б. и., 1985. — 11 с.
- Деонтология в нейрохирургии / С. А. Ромоданов, М. К. Бротман. — Киев: Здоровья, 1990. — 85,[3] с.
- Лазерная нейрохирургия: для нейрохирургов, онкологов, невропатологов / Ю. А. Зозуля, С. А. Ромоданов, В. Д. Розуменко. — Киев: Здоровья, 1992. — 168 с.
- Післядипломна підготовка нейрохірургів / Ю. П. Зозуля, М. Є. Поліщук, О. Є. Дунаєвський, А. О. Короткоручко, Т. І. Макеєва, А. В. Муравський, М. І. Оришака, С. А. Ромоданов // Український нейрохірургічний журнал. — 2000. — № 1. — С. 90-93.
- Органосохраняющие принципы в современной базальной нейроонкологии / В. В. Могила, С. А. Ромоданов // Український нейрохірургічний журнал. — 2010. — № 3. — С. 38.

### Авторські свідоцтва на винаходи (у співавторстві)
- 1979 — «Электрохирургический аппарат»
- 1980 — «Электрохирургический инструмент для биактивной диатермокоагуляции»
- 1981 — «Окклюзирующее устройство»
- 1982 — «Устройство для трепанации черепа»
- 1984 — «Способ окклюзии мешотчатых аневризм»
- 1985 — «Способ гистохимического выявления аденилатциклазы в нервной ткани»
- 1988 — «Устройство для остеосинтеза»
- 1988 — «Дренажное устройство»
- 1990 — «Устройство для остеосинтеза переломов плоских костей черепа»
- 1990 — «Устройство для фиксации трансплантатов костей свода черепа»
- 1991 — «Оккмозирующее устройство»
- 2001 — «Протипухлинний засіб — калієва сіль 8-бромтеофіліну (бротеофін)»
- 2002 — «Протипухлинний засіб — внутрішня сіль ди(2-хлоретил)аміну та феніл-о-хлорфенілфосфорної кислоти (хлофіден)»
- 2007 — «Хлофіден-феніл-о-хлорфенілфосфорнокисла сіль ди(2-хлоретил)аміну, що має протипухлинну та протиметастазну дію»
- 2007 — «Калієва сіль 8-бромтеофіліну (бротеофін), що має протипухлинну та протиметастазну дію»

## Нагороди
- 1976 — Республіканська премія ЛКСМУ імені Миколи Островського
- значок «Відміннику охорони здоров'я»[5]